# Amtsgericht Hoya

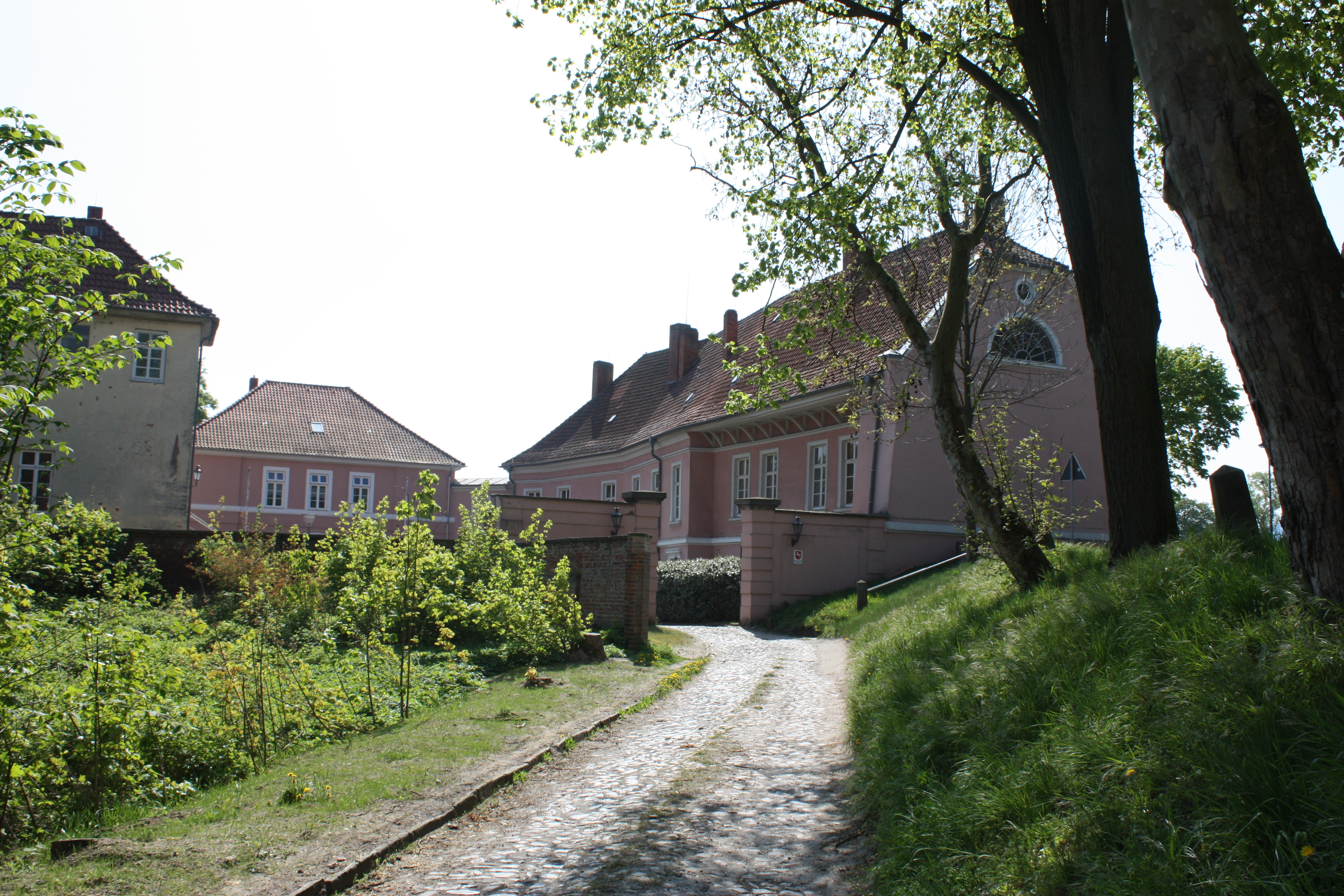
Schloss Hoya, Sitz des Gerichtes

Das Amtsgericht Hoya war ein Gericht der ordentlichen Gerichtsbarkeit in Hoya. Das Gericht war im Schloss Hoya untergebracht.
Nach der Revolution von 1848 wurde im Königreich Hannover die Rechtsprechung von der Verwaltung getrennt und die Patrimonialgerichtsbarkeit abgeschafft.
Das Amtsgericht wurde daraufhin mit der Verordnung vom 7. August 1852 die Bildung der Amtsgerichte und unteren Verwaltungsbehörden betreffend als königlich hannoversches Amtsgericht gegründet.
Es umfasste das Amt Hoya und das Amt Martfeld zu Hoya.
Das Amtsgericht war dem Obergericht Nienburg untergeordnet. Mit der Annexion Hannovers durch Preußen wurde es zu einem preußischen Amtsgericht in der Provinz Hannover. Das Amtsgericht war 1852 bis 1879 auch Weserzollgericht. 
Im Jahre 2010 wurde das Gericht endgültig geschlossen, nachdem es zum Schluss nur noch Außenstelle des Amtsgerichts Nienburg war.